# Boeing E-3 Sentry
Il Boeing E-3 Sentry è un velivolo AWACS ora prodotto dalla statunitense Boeing Integrated Defense Systems, la divisione del settore difesa della Boeing Company, in collaborazione con la Northrop Grumman Electronic Systems, responsabile dei sistemi radar.
Introdotto nel 1976 ed ancora oggi operativo, è attualmente il più diffuso velivolo di questo tipo a livello mondiale. Oltre che nell'USAF è utilizzato dalla NATO e dalle forze aeree di Regno Unito, Francia ed Arabia Saudita per la sorveglianza dello spazio aereo e con funzioni di comando, controllo e comunicazioni.
Realizzato in 68 esemplari, basati sulla cellula del Boeing 707-320B Advanced di linea, la sua produzione è terminata nel 1992.

## Sviluppo
L'E-3 Sentry è una versione modificata dell'aereo commerciale Boeing 707-320B Advanced. Le modifiche includono una cupola rotante radar e una sonda per rifornimento aereo. La cupola radar ha un diametro di 9 m circa, uno spessore al centro di 1,8 m, ed è mantenuta ad un'altezza di 4,2 m dalla carlinga mediante due montanti. La cupola contiene un sistema di antenne ruotato idraulicamente che permette ad un radar AN/APY-1/2 di controllare lo spazio aereo dal terreno fino alla stratosfera. Con ognuno dei 4 motori è montato un generatore che fornisce 1 megawatt di potenza, necessario per l'apparato radar. Il radar Doppler ha un raggio di oltre 350 km per bersagli che volano a bassa quota, mentre il radar OTH (Over the Horizon, oltre l'orizzonte) ha un raggio di 640 km per bersagli che volano a quota medio/alta. La combinazione di radar e di SSR (Second Surveillance Radar, radar di sorveglianza secondario) permette al Sentry di identificare velivoli nemici a bassa quota, eliminando gli echi di ritorno del terreno.
La flotta di E-3 in forza all'United States Air Force ha subito il suo più grande rinnovamento nel 2001,con l'aggiunta di:
- Misure di supporto elettronico (ESM) per la rilevazione passiva di bersagli e per la capacità di rilevare e identificare emettitori aerei e terrestri.
- JTIDS (Joint Tactical Information Distribution System), ovvero sistema integrato di distribuzione informazioni tattiche, sistema che permette la distribuzione sicura (anti-jam) di informazioni a unità amiche nell'area.
- Sistema di navigazione GPS.
- Aumento delle capacità dei computer di bordo.

### Sviluppi futuri
Dopo la richiesta da parte del Giappone per equipaggiare la Kōkū Jieitai, la propria forza aerea, di un velivolo AWACS, a causa della cessata produzione del Boeing 707, la Boeing ha prodotto il Boeing E-767, utilizzando come base il 767 e integrando il velivolo con la dotazione installata sul E-3. Il programma USAF che prevedeva la sostituzione, oltre all'E-3, degli RC-135 ed E-8 Joint STARS, aveva assegnato al Northrop Grumman E-10 MC2A il ruolo di nuovo velivolo AWACS, ma è stato infine cancellato. È quindi stato deciso di prendere una nuova direzione avviando un programma di aggiornamento del materiale esistente ed investendo sul pacchetto di modifiche definito Block 40/45. Attualmente un E-3 munito delle nuove apparecchiature aggiornate è in fase di sviluppo e sperimentazione in volo. Inoltre è previsto, tramite l'Airframe Modernization Program (AMP), l'aggiornamento della struttura della cellula del velivolo con lo scopo, sostituendo le unità di propulsione, di migliorare i consumi, e di conseguenza autonomia e raggio d'azione, e di diminuire inoltre la distanza minima necessaria per il decollo.

## Impiego operativo
La NATO ha dispiegato in Europa 18 velivoli nella versione E-3A, con base in Germania e con immatricolazione in Lussemburgo, attualmente impiegati in operazioni di sorveglianza nella guerra in Ucraina.

## Versioni
CE-137D
prototipo realizzato in due esemplari dotati di motori Pratt & Whitney JT3D, uno equipaggiato con un radar Westinghouse, l'altro con uno prodotto dalla Hughes. Entrambi gli esemplari sono stati convertiti allo standard E-3A standard con i motori Pratt & Whitney TF33.
E-3A
versione di serie dotata di motori TF33 e radar AN/APY-1. Ne sono stati prodotti 25 esemplari per l'USAF, successivamente convertiti allo standard E-3B, 18 destinati alla NATO equipaggiati con motori TF33 e 5 per l'Arabia Saudita equipaggiati con motori CFM56.
KE-3A
variante con ruolo di aerocisterna, dotata di motori CFM56, destinata all'Arabia Saudita e prodotta in 8 esemplari.
E-3B
versione E-3A aggiornata con radar AN/APY-2 ed altri miglioramenti, 24 conversioni.
E-3C
nuova versione di serie dotata di alcuni miglioramenti di sistema, prodotta in 9 esemplari. Gli E-3A in forza alla NATO, anche se non ridesignati, sono stati modificati portandoli allo stesso equipaggiamento standard.
JE-3C
Un E-3A utilizzato dalla Boeing per test, successivamente ridesignato E-3C.
E-3D
versione di produzione destinata alla Royal Air Force; E-3C standard dotato di motori CFM56 e modifiche di produzione britannica. Designato Sentry AEW.1, è stato prodotto in 7 esemplari.
E-3F
versione di produzione destinata all'Armée de l'air francese; E-3C standard dotato di motori CFM56 e modifiche di produzione britannica, prodotto in 4 esemplari.
E-3G
versione aggiornata con pacchetto Block 40/45 e programma AMP, in fase di sperimentazione.
Sentry AEW.1
designazione RAF della versione E-3D.
TC-18E
versione da addestramento non dotata di attrezzature destinata alla formazione degli equipaggi degli E-3 Sentry.

## Utilizzatori
Arabia Saudita

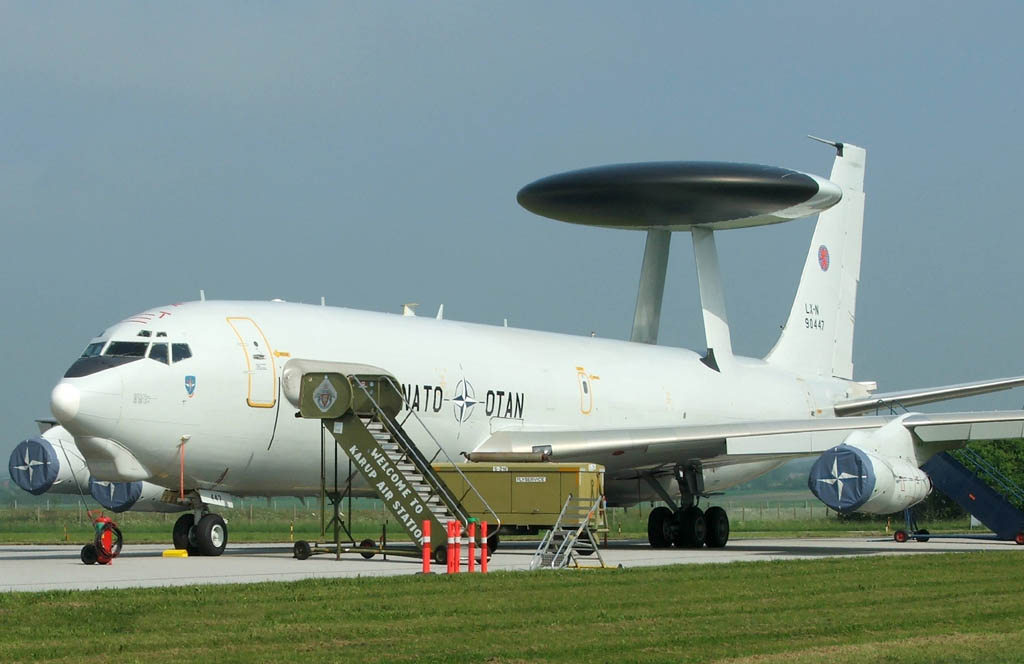
Un E-3 NATO ripreso nel 2006 in sosta alla base aerea danese di Skrydstrup.

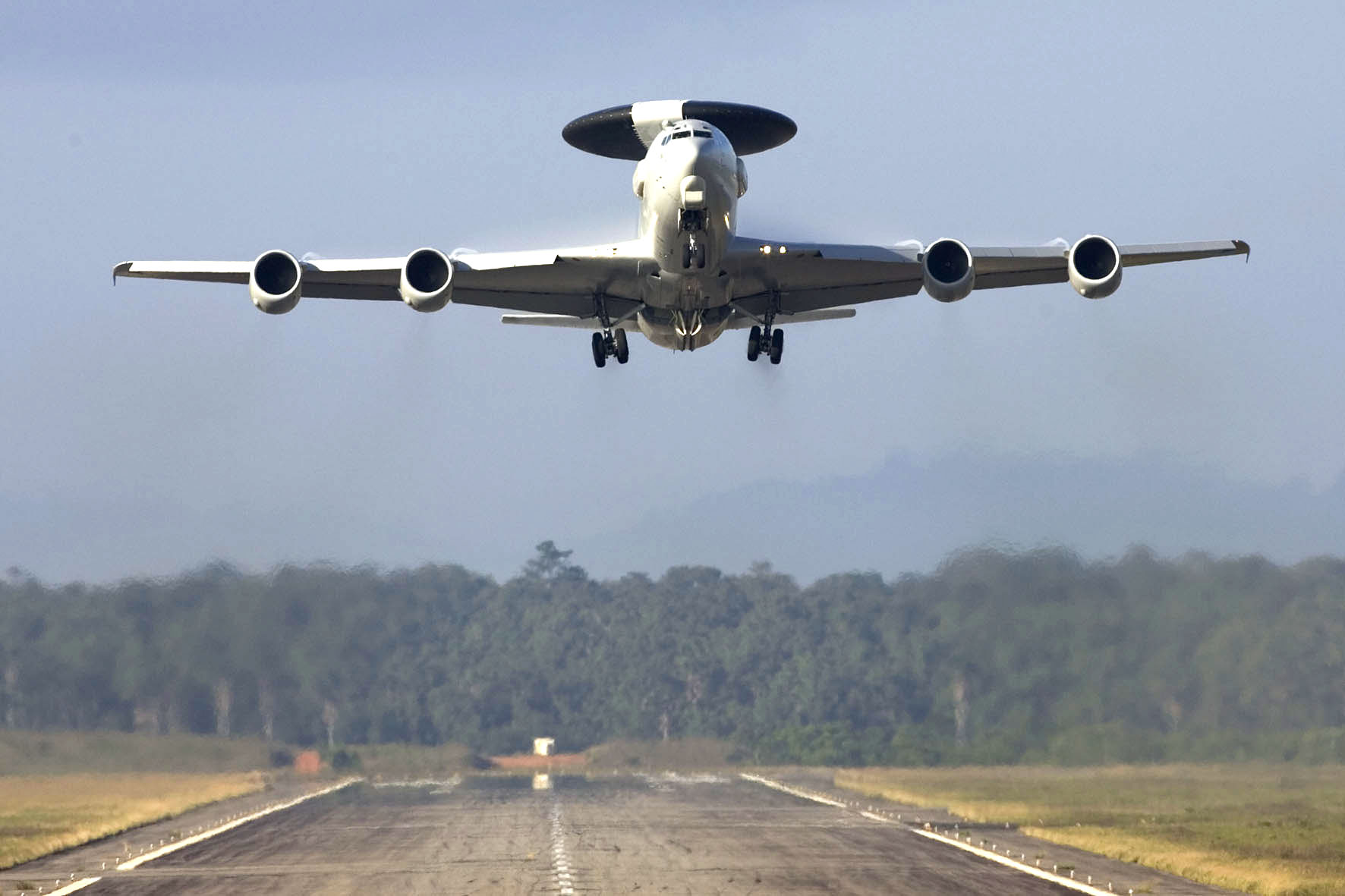
Un E-3 francese in decollo dalla base di Avord.

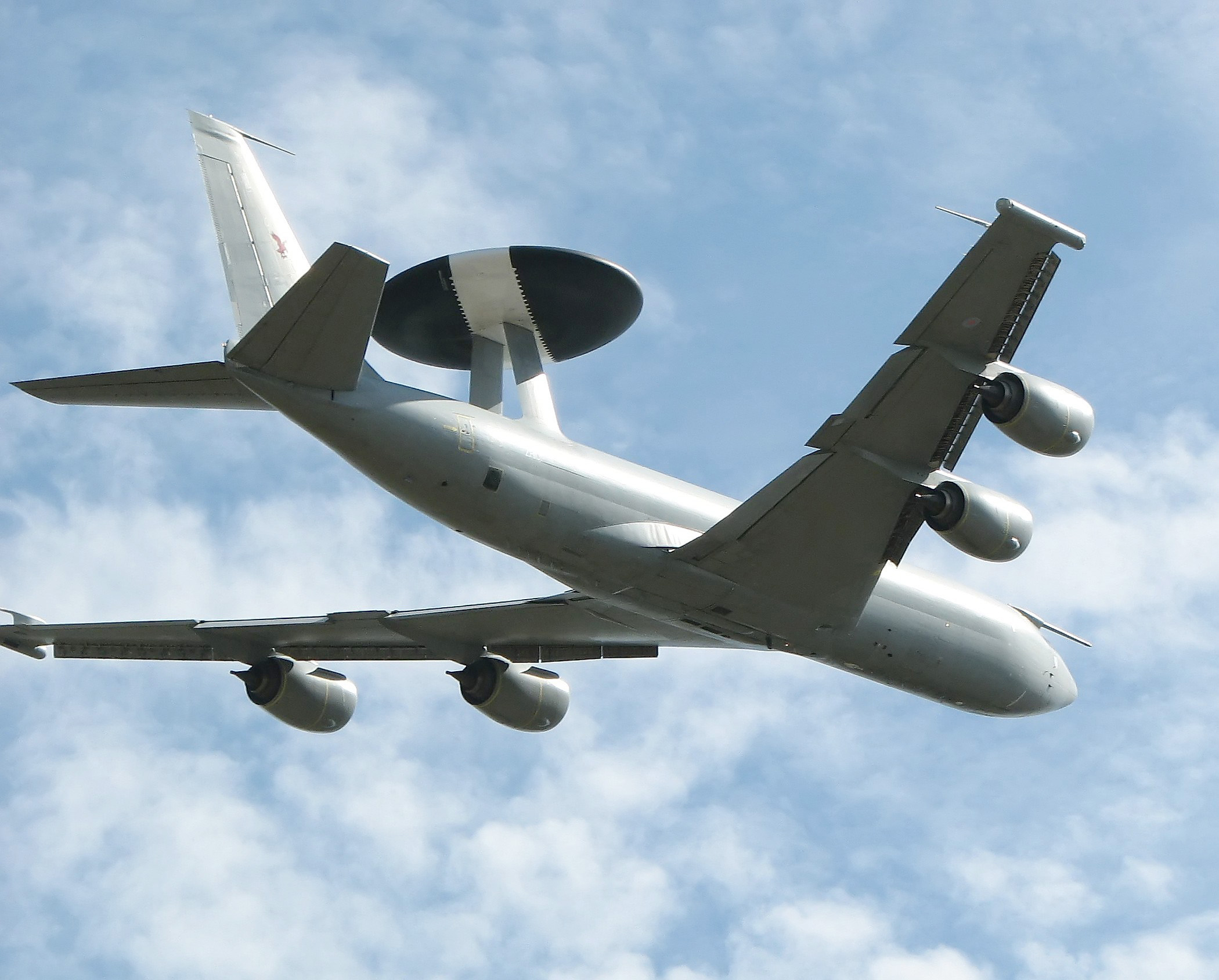
Un Sentry della RAF in fase di decollo.

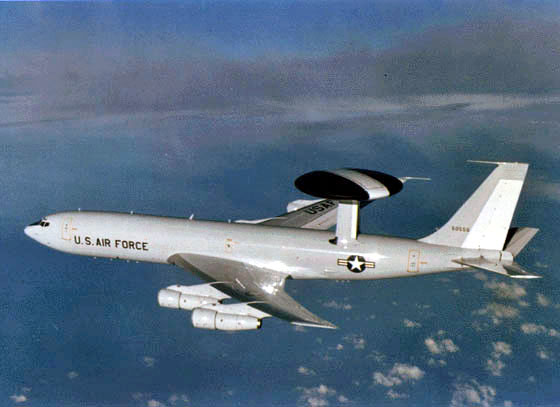
Un E-3 USAF in volo.

- Al-Quwwat al-Jawwiyya al-Sa'udiyya

5 esemplari consegnati tra il giugno 1986 ed il settembre 1987 che sono stati sottoposti ad un primo upgrade del radar AN/APY-2 entro maggio 2017, e che saranno nuovamente aggiornati entro il 2026 per ricevere un upgrade più importante per portarli al block 40/45 come gli aerei americani e francesi.
- No. 18 Squadron RSAF

 Cile
- Fuerza Aérea de Chile

3 E-3D ex RAF acquistati a gennaio 2022, due dei quali entreranno in servizio, mentre il terzo esemplare verrà cannibalizzato per trarne parti di ricambio. I due E-3D sono stati consegnati, il primo il 25 luglio 2022, il secondo il giorno successivo, ed introdotti ufficialmente in servizio il 19 agosto successivo.
 Francia
- Armée de l'air

4 E-3F ordinati nel febbraio del 1987 e consegnati tra il maggio del 1991 e il febbraio del 1992. Simili come equipaggiamento ai E-3D in forza alla RAF.
- 36ème Escadron de Détection et de Contrôle Aéroporté 00.036 "Berry" sulla BA 702 Avord dal 1991
  - 1er Escadrille de Détection et de Contrôle Aéroporté 01.036 "Berry" - SAL 58 "Coq" - BR 43 "Charognard"
  - 2nd Escadrille de Détection et de Contrôle Aéroporté 02.036 "Berry" - SAL 253 "Tête de dogue" - SAL 257 "Masse d'armes"

 NATO
- NATO Airborne Early Warning and Control

18 E-3A AWACS assegnati alla base aerea di Geilenkirchen, in Germania, 14 in servizio al novembre 2019 in quanto uno è andato distrutto durante il decollo il 14 luglio 1996 a Preveza, in Grecia, mentre 3 esemplari sono stati immagazzinati all'AMARG, negli USA. I 14 esemplari superstiti (l'ultimo dei quali è stato riconsegnato a dicembre 2018) sono stati sottoposti ad un upgrade del cockpit con tecnologia Global Air Traffic Management (GATM), concentrato su un nuovo sistema di gestione dei voli e sull'installazione di 50 nuove "scatole nere", nonché sull'integrazione dei sistemi avionici di sicurezza di volo. Oltre a rendere l'aereo conforme al GATM, il programma ha anche ridotto l'equipaggio di volo da tre a due. Il 27 novembre 2019 la NATO ha firmato con Boeing un contratto da un miliardo di dollari per un terzo ed ultimo aggiornamento dei 14 esemplari ancora in servizio. Tale aggiornamento non solo permetterà di mantenere gli aerei in servizio fino al 2035, ma gli conferirà nuove sofisticate funzionalità di comunicazione e networking. I lavori di modifica sul prototipo inizieranno in Aprile 2022 e verranno eseguiti da Leonardo S.p.A.. Tutti sono ufficialmente registrati come velivoli appartenenti al Lussemburgo, uno stato membro della NATO non dotato di una propria aeronautica militare. Sono responsabili del controllo dello spazio aereo della NATO ed utilizzabili per operazioni in tutto il mondo. Vengono gestiti con un budget cui contribuiscono i soli Paesi NATO che hanno aderito al consorzio AWACS e sono sotto il comando diretto del Comandante NATO in Europa, che opera da SHAPE (presso Casteau in Belgio) e che li gestisce per il tramite di uno stato maggiore multinazionale co-ubicato (Force Command). I 20 equipaggi multinazionali provengono da 15 delle 28 nazioni membri della NATO.
- Squadron 1
- Squadron 2
- Squadron 3
- Training Wing

 Regno Unito
- Royal Air Force

ha acquistato 6 (successivamente portati a 7) E-3D nel dicembre 1986. I velivoli sono stati ridesignati Sentry AEW.1. Al febbraio 2021 sono 4 gli esemplari in servizio, che saranno sostituiti da 5 Boeing E-7 AEW&C. Uno degli ultimi quattro esemplari è stato ritirato e ceduto all'US Navy il 30 giugno 2021, per essere utilizzato come aereo da addestramento al volo per gli equipaggi destinati agli E-6B. Un ulteriore esemplare è stato ritirato ad agosto 2021, riducendo a due la flotta di aerei operativi, che saranno ritirati anch'essi entro la fine dello stesso anno. Il 29 settembre 2021, con il ritiro degli ultimi due esemplari in organico, si è concluso (dopo 30 anni di servizio) l'utilizzo di tale aereo da parte della RAF. 3 E-3D sono stati ceduti alla Fuerza Aérea de Chile a gennaio 2022. Dei velivoli acquistati, due entreranno in servizio, mentre il terzo esemplare verrà cannibalizzato per trarne parti di ricambio.
- No. 8 Squadron
- No. 23 Squadron

 Stati Uniti
- United States Air Force

possiede 34 E-3A (24 successivamente modificati allo standard E-3B e 10 a quello E-3C). Un esemplare di E-3B venne perduto in un incidente nel 1995. Un altro esemplare è in prestito alla Boeing Integrated Defense Systems per scopo di continua sperimentazione, di ricerca e sviluppo.
- 552d Air Control Wing ha 28 E-3 presso la Tinker AFB, Oklahoma[31]
  - 960th AACS
  - 963rd AACS
  - 964th AACS
  - 965th AACS
  - 966th AACS
- 3d Wing, Elmendorf AFB, Alaska
  - 962d AACS
- 18th Wing, Kadena AB, Giappone
  - 961st AACS

## Cultura di massa

### Film
In ambito cinematografico, il Sentry compare nei film:
- Blue Tornado, regia di Antonio Bido (1991)
- Virus letale (Outbreak), regia di Wolfgang Petersen (1995)
- Independence Day, regia di Roland Emmerich (1996)
- Strategia mortale (Tactical Assault), regia di Mark Griffiths (1998)
- Il segreto di Natale (The Christmas Secret), regia di Ian Barry - film TV (2000)
- Sky Fighters (Les chevaliers du ciel), regia di Gérard Pirès (2005)
- Submerged - Allarme negli abissi (Submerged), regia di Anthony Hickox (2005)
- Transformers, regia di Michael Bay (2007)
- Transformers - La vendetta del caduto (Transformers: Revenge of the Fallen), regia di Michael Bay (2009)
- I mercenari 2 (The Expendables 2), regia di Simon West (2012)
- Burning Blue, regia di D.M.W. Greer (2013)
- Mercenarie (Mercenaries), regia di Christopher Ray (2014)
- Ustica (2016)

### Videogame
- In ambito videoludico, il Sentry compare tra i velivoli del videogioco Deadly Skies III (in versione C)[32].
- Il Sentry viene inoltre menzionato e raffigurato nella serie di videogiochi Tom Clancy’s H.A.W.X.

## Velivoli comparabili
Cina
- KJ-2000

 Unione Sovietica/ Russia
- Beriev A-50